# Duff Beer

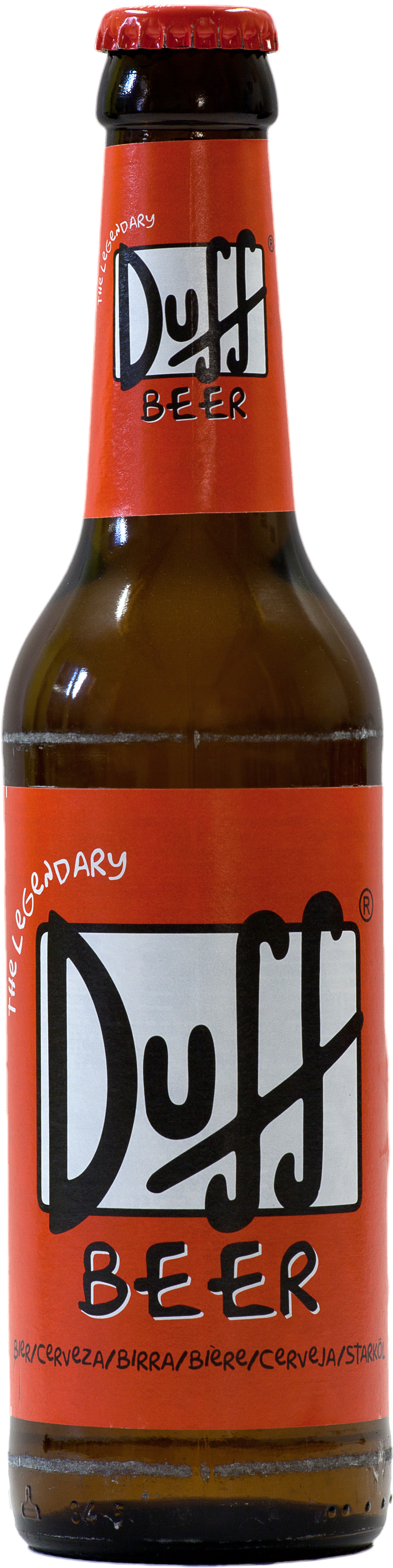
Butelka piwa Duff

Duff Beer – fikcyjne piwo z amerykańskiego serialu animowanego Simpsonowie.
Jest to ulubione piwo Homera Simpsona. Duff jest parodią typowych, tanich amerykańskich piw, szczególnie Budweisera. Po raz pierwszy pojawił się w trzecim odcinku pod tytułem Odyseja Homera. Od tego czasu w serialu wystąpiło kilkadziesiąt jego odmian, między innymi: Duff Zero, Duff Ice, Duff Blue, Lady Duff, czy Duff Peanut Butter Lager. Browar posiada też własna maskotkę występująca w reklamach, Duffmana.
W różnych krajach zaczęto produkować prawdziwe wersje piwa Duff bez pozwolenia twórców serialu, na przykład niemieckie Duff Beverage GmbH czy Duff Beer UG. Oficjalną wersję piwa Duff można jednak kupić jedynie w parku rozrywki studia Universal.